# Ludlow (Kentucky)
Ludlow – miasto w Stanach Zjednoczonych, w stanie Kentucky, w hrabstwie Kenton.